# Alexandre Veltman
Alexandre Fomitch Veltman (en russe : Александр Фомич Вельтман) est un écrivain russe, né le 8 juillet 1800 (20 juillet dans le calendrier grégorien) à Saint-Pétersbourg et mort le 11 janvier 1870 (23 janvier dans le calendrier grégorien) à Moscou.
Il est l'un des écrivains en prose russes les plus réussis des années 1830 et 1840, « populaire pour divers modes de fiction romantique — historique, gothique, fantastique et folklorique ». Il est l'un des pionniers de la science-fiction russe.

## Biographie
Premier des quatre enfants de Foma Fomitch Veltman et de Maria Petrovna Kolpanitcheva, Veltman naît à Saint-Pétersbourg. Son père a servi dans l'armée avant de devenir petit fonctionnaire, s'élevant au rang de conseiller titulaire ; les sources russes disent qu'il appartient à la noblesse suédoise, mais il existe des preuves suggérant une origine allemande. Veltman déclarera dans une autobiographie non publiée qu'il apprit à raconter des histoires grâce à l'ordonnance de son père, cordonnier qu'il appelait "Oncle Boris", mais son éducation formelle commence à l'âge de huit ans dans une école privée luthérienne. En 1811, il entre à l'école de la noblesse rattachée à l'université de Moscou, mais ses études sont interrompues l'année suivante par l'invasion de Napoléon, qui figurera dans plusieurs de ses livres. Comme une grande partie de la population, les Veltman fuient Moscou, restant à Kostroma jusqu'à la retraite française.
En 1814, il reprend ses études. En 1817 il termine ses études au Corps des chefs de colonnes (Korpus kolonnovozhatykh), école créée par le général Nikolaï Muraviov dans sa maison pour former des officiers d'état-major. À cette école il écrit un manuel d'arithmétique qui est publié en 1817. Ensuite nommé enseigne, il est affecté à la deuxième armée à Toultchine dans le sud de l'Ukraine et chargé de travailler sur un relevé topographique de la Bessarabie, région dans laquelle il passera les douze prochaines années et qui figurera en bonne place dans ses œuvres. À Toultchine se trouve aussi la société méridionale des décembristes. Plusieurs des officiers qui seront  arrêtés plus tard sont ses amis, mais il n'y a aucune preuve que Veltman ait sympathisé avec la révolte.
En Bessarabie, Veltman devient populaire parmi ses collègues officiers pour ses vers humoristiques, mais il est éclipsé lorsque Alexandre Pouchkine arrive à Kichinev, la capitale de la province, en 1820. Bien que Pouchkine n'ait que vingt et un ans, il est déjà célèbre, et Veltman essaie d'éviter de le rencontrer (« J'avais peur que quelqu'un dans le groupe puisse lui dire en ma présence, « Pouchkine, ce gars-là écrit aussi de la poésie » »), mais les deux deviennent rapidement amis et Pouchkine fait l'éloge de la poésie de Veltman dans une lettre à un ami. Après avoir pris part à la guerre russo-turque de 1828–1829), au cours de laquelle il reçoit l'Ordre de Saint-Vladimir (deuxième classe) pour bravoure, Veltman quitte l'armée pour poursuivre une carrière dans la littérature, prenant sa retraite en janvier 1831 avec le grade de lieutenant-colonel.
Veltman épouse sa cousine au deuxième degré Anna Pavlovna Veidel en 1832 (après quelques difficultés avec la famille de la fiancée) et leur fille Nadezhda naît en 1837. Il a donc besoin de plus de soutien financier que sa pension militaire et sa carrière littéraire ne peuvent lui fournir; bien que son travail soit extrêmement populaire au milieu des années 1830, il ne rapporte pas beaucoup de revenus et sa tentative de créer un journal, Kartiny sveta (Images du monde, 1836–37), est un échec financier. En 1842, il devient directeur adjoint du Musée des armures du Kremlin, poste qui lui assure un bon salaire, un appartement gouvernemental et le rang de conseiller de cour, de sorte qu'il est libre d'écrire et de poursuivre ses intérêts d'antiquaire. En 1848, son ami Mikhaïl Pogodine l'invite à participer à la rédaction de la revue Moskvityanin (Le Moscovite) et, de janvier 1849 à mars 1850, ses pages « portent son empreinte considérable sous la forme de nombreux articles et critiques écrits par lui ainsi que dans sa rédaction plutôt arbitraire des contributions au magazine écrites par d'autres».
Anna Pavlovna meurt in 1847, et, en 1850, Veltman épouse Elena Ivanovna Kube, qui a été une écrivaine à succès sous son nom de jeune fille. (En 1919 Maxime Gorki demandera à Korneï Tchoukovski s'il a lu son œuvre, et dira « Elle a eu un beau roman dans Otechestvennye zapiski dans les années cinquante »). En 1852 Veltman devient directeur du Musée des armures, et lui et sa femme deviennent des invités prospères et divertissants tous les jeudis dans leur nouvel appartement spacieux et luxueux près de l'Arbat. En 1854 il est élu membre correspondant de l'Académie des sciences. Elena meurt en 1868 and Veltman lui-même deux ans plus tard.

## Œuvre
Le premier roman de Veltman, Strannik (Le vagabond, 1831–1832), rencontre un succès extraordinaire. Laura Jo McCullough écrit : « The Wanderer est, dans un sens, le manifeste artistique de Veltman et reflète sa dette envers Sterne et Jean Paul ». Se déroulant principalement en Bessarabie et Moldavie, il s'agit d'«un renouveau parodique du genre des notes de voyage, une combinaison d'un voyage imaginaire se déroulant sur une carte dans le bureau du narrateur avec des détails dérivés d'un voyage réel sur le même territoire quelques années auparavant ». Dans ce document, Veltman « donne des conversations entières en yiddish, en grec moderne et en roumain, ainsi qu'en allemand et en français, langues plus facilement intelligibles ».
Il suit Strannik avec Kochtcheï bessmertny : Bylina starogo vremeni (Kochtcheï l'immortel : une byline des temps anciens, 1833), une parodie des romans d'aventures historiques populaires à l'époque. Son héros, Iva Olelkovitch Puta-Zarev, est une sorte de Don Quichotte russe, la cervelle embrumée par une surconsommation de folklore russe. Après son mariage, il s'imagine que sa fiancée a été capturée par Kochtcheï, et après diverses péripéties le couple est réuni. « Vel'tman se livre à des sauts joyeux à travers l'espace et le temps, heureux d'être détourné sur les chemins de l'histoire et des contes folkloriques ». Les critiques s'accordent généralement à dire que Strannik et Kochtcheï bessmertny sont les œuvres qui reflètent le mieux le talent de Veltman.
Toujours en 1833, Veltman publie MMMCDXLVIII god : Rukopisʹ Martyna-Zadeka (3448 AD : manuscrit de Martin Zadek), une utopie dans laquelle un voyageur visite le pays balkanique imaginaire de la Bosphoranie, gouverné par le juste Ioann, qui consacre tous ses efforts au bien de son peuple ; il y a des descriptions du progrès social et technologique du 35e siècle, y compris des fêtes populaires et des expéditions au pôle Sud. Ioann a un frère jumeau diabolique Eol, qui prend le pouvoir et conduit le pays à la ruine; après sa mort, la paix et l'ordre sont rétablis. Le roman succède aux utopies du XVIIIe siècle et représente les idées philosophiques les plus avancées des années 1820. Martin Zadek n'est pas une invention de Veltman mais une figure populaire du type Nostradamus ; un livre de ses prédictions a été publié à Bâle en 1770 et traduit en russe la même année, et il est mentionné par Pouchkine et Zamiatine, entre autres.
En 1834, il publie Lounatik : Sloutchai (Le somnambule : un incident), une histoire d'amour sur fond d'invasion napoléonienne ; le somnambule du titre est un étudiant universitaire qui « subit une série d'aventures époustouflantes en cherchant sa bien-aimée, pour découvrir à la fin qu'elle est sa sœur ». Le roman comprend des digressions philosophiques, des idées sur l'éducation et des descriptions de la vie provinciale ; le protagoniste étudiant est considéré comme un précurseur des doubles de Dostoïevski.
Svetoslavitch : Vrazhii pitomets (Svetoslavich : pupille du diable, 1835) est un autre fantasme historique ; son héros, le prince Vladimir, a un double maléfique, le « pupille du diable » du titre, qui est le fils du prince Sviatoslav et d'Inéguilda, miraculeusement volé du ventre de sa mère par Satan « et élevé pour être l'arme du diable contre le danger que Vladimir puisse amener le christianisme en Rus ». La situation est parallèle à celle de loann et Eol dans MMMCDXLVIII god.
En 1836, Veltman publie Predki Kalimerosa : Aleksandr Filippovitch Makedonskii (Les ancêtres de Kalimeros : Alexandre de Macédoine, fils de Philippe), qui connaît un succès considérable ; il est appelé le premier roman original de science-fiction russe et le premier roman à utiliser le voyage dans le temps. Le narrateur chevauche un hippogriffe pour aller en Grèce antique, dans l'espoir de découvrir quels aspects de la vie et du caractère ont permis aux anciens d'être de grands rois et chefs militaires. (« Kalimeros » est une traduction grecque de Buonaparte ; ce jeu de mots est peut–être inspiré du poème « Bounaberdi » de Victor Hugo). Il enlève la Pythie ; se retrouve dans le camp de Philippe de Macédoine, père d'Alexandre le Grand ; et rencontre Aristote à Athènes. Il entreprend alors un voyage avec Alexandre dans lequel il se moque des rites païens et tente de payer des écrits sacrés avec un assignat du XIXe siècle. À la fin, il conclut que les gens de tous les temps et de tous les lieux sont les mêmes, et que ce sont les lois de l'histoire qui peuvent les transformer en héros ; l'auteur illustre cela en remarquant que le profil d'Alexandre lui rappelle celui d'un chef de gare de Bessarabie. Après avoir fait ses adieux à Alexandre, le protagoniste revient à son propre siècle.
Virginiia, ili poezdka v Rossiiou (Virginie, ou voyage en Russie, 1837) et Serdtse i doumka : Priklioutchenie (Cœur et tête : aventure, 1838) renouent avec un décor contemporain et marquent un tournant pour Veltman : « Désormais il exerce un plus grand contrôle sur ses intrigues et son style, freinant son penchant antérieur pour la digression extravagante et le jeu verbal. Virginiia est une simple histoire d'amour qui fait la satire des attitudes étrangères envers la Russie ; Serdtse i dumka est une allégorie de conte de fées dans laquelle « le diable a l'intention de marier tous les célibataires de la ville, mais se trompe : ils tombent tous amoureux de la même jeune fille, l'héroïne du roman. L'incident révèle la manière dont le pandémonium a pris le relais du panthéon : car ici, en effet, le diable a assumé le rôle de Cupidon ». Les aventures de l'héroïne, Zoïa Romanovna, « illustrent l'éternel clivage de la conscience humaine entre ce que l'on ressent et ce que l'on pense ». Serdtse i doumka était l'un des romans préférés de Dostoïevski.
Le thème de Predki Kalimerosa est repris dans Gueneral Kalomeros : Roman (Le général Kalomeros : roman, 1840), dans lequel Napoléon (alias Kalomeros), lors de son invasion de la Russie, tombe amoureux de Klavdiia, la fille d'un aventurier russe nommé Lovski, et tente de se doubler, afin que Napoléon puisse conquérir la Russie tandis que le « général Kalomeros » reste avec sa bien-aimée. Cependant, la nécessité historique sépare les amants.
Au cours des années 1840, Veltman est de nouveau attiré par la poésie et publie des contes folkloriques en vers basés sur le folklore des Slaves occidentaux et méridionaux, notamment « Troïan et Angelitsa » et « Zlatoï et Bela: un conte tchèque ». Il traduit également le conte de Nala et Damayanti du Mahabharata et envisage d'écrire une suite de La Roussalka de Pouchkine. Il est également engagé dans l'étude de l'histoire et de la culture des Slaves et devient un fervent partisan de la Renaissance bulgare. Son histoire Putevye vpetchatleniia, i mezhdou protchim, gorchok ierani (Impressions de voyage, et entre autres, un pot de géraniums, 1840) « contient des détails fascinants sur les voyages en diligence ainsi que ce qui pourrait être la première description dans la littérature russe des voyages en train ».

À la fin des années 1840, Veltman commence une nouvelle série de romans auxquels il a consacré le reste de sa vie. Le titre général est Priklioutcheniia, potcherpnutyïe iz moria zhiteïskogo (Aventures tirées de la mer de la vie), et il se compose de quatre romans publiés de 1848 à 1862, plus un cinquième qui survit sous forme manuscrite. Le premier était Salomeïa, qu'Alekseï Plechtcheïev appelle « une œuvre de premier ordre », écrivant à Dostoïevski :
Il y a longtemps que je n'ai pas lu une satire aussi percutante et mordante de notre société. L'éducation, la vie de famille à Moscou et, enfin, les officiers de l'armée en la personne du héros sont complètement fustigés. Sous certaines scènes, on pouvait écrire hardiment la signature de Gogol. Il y a tellement d'humour et de typicité en eux. Et, avec cela, c'est extrêmement captivant.
Les suites sont Tchoudodeï (Le faiseur de miracles, 1856), un roman comique faisant la satire de la classe moyenne inférieure ; Vospitanitsa Sara (La pupille Sara, 1862), l'histoire d'une fille qui est emmenée dans une maison aristocratique et devient une femme entretenue; et Stchast'e — Nestchast'e (Fortune — malheur, 1863), sur Mikhaïlo Gorazdov et ses amis, qui quittent leur vie paisible et productive en Bessarabie pour le faux éclat de la capitale et sont presque ruinés avant de revenir, châtiés, à trouver le vrai bonheur dans leur patrie.

## Réputation
Boris Iakovlevitch Bukhchtab, dans son article de 1926 « Pervye romany Vel'tmana » (les premiers romans de Veltman), écrit : « Dans l'histoire de la littérature russe, il n'y a pas d'autre écrivain qui, ayant joui d'autant de popularité à son époque que Vel'tman, tombât si rapidement dans l'oubli complet ». Cependant, il a toujours eu des défenseurs influents. Tolstoï le qualifie de vif et exact, « sans exagération », et dit qu'il est parfois meilleur que Gogol  ; Dostoïevski est un champion de son travail et Joseph Frank, biographe de Dostoïevski, l'appelle « un des romanciers les plus originaux des années 1830 ».